# Шакирова, Альбина Ильдусовна
Альби́на Ильду́совна Шаки́рова (30 марта 1987, Тетюши, Татарская АССР) — российский стрелок, специализирующаяся на стендовой стрельбе. Мастер спорта России международного класса.

## Биография
Родилась 30 марта 1987 года в г. Тетюши (Татарстан). Жила в 300 метрах от стрелкового комплекса. С 11 лет стала заниматься стрельбой в тетюшинском филиале «Республиканской специализированной детско-юношеской спортивной школы Олимпийского резерва» по стендовой стрельбе.

## Спортивная карьера
На 27 Всемирной летней Универсиаде 2013 года в Казани Альбина Шакирова заняла 3 место в личном зачёте и 1 командное место в упражнении скит.
В конце июня 2014 года на Чемпионате Европы в Сарлоспужте (Венгрия) Альбина Шакирова стала шестой. В октябре она победила в финал Кубка мира по стрелковым видам спорта в Азербайджане, победив китаянку Вэй Мэй со счетом 15:11.
В апреле 2016 года на проходившем в Рио де Жанейро (Бразилия) Кубке мира по стендовой и пулевой стрельбе Альбина Шакирова лидировала по итогам квалификации, поразив 72 мишени из 75. Выйдя в полуфинал, она заняла 5 место.

## Спортивные достижения
- Чемпионатов Европы среди юниорок (2005, 2006) — 1 место,
- Чемпионатов Европы среди юниорок (2007) — 3 место,
- Чемпионатов Мира среди юниорок (2006) — 2 место,
- Чемпионатов Мира среди юниорок (2007) — 3 место,
- Летняя Универсиада ком. (2011) — 3 место,
- Чемпионат России (2011) — 1 место[2],
- Кубок мира по стрельбе 2013 (3 этап) — 3 место,
- Летняя Универсиада 2013 (индив.) — 3 место,
- Летняя Универсиада 2013 (командн.) — 1 место.